# Edwin Congo
Edwin Arturo Congo (Bogotá, 7 oktober 1976) is een voormalig Colombiaans voetballer, die zijn profcarrière beëindigde in 2009. Hij speelde als aanvaller en heeft ook de Spaanse nationaliteit.

## Clubcarrière
Congo speelde drie seizoenen voor Once Caldas, voordat hij in 1999 werd ingelijfd door Real Madrid. Hij speelde echter geen enkele officiële wedstrijd voor "De Koninklijke" en werd vooral uitgeleend aan andere clubs.

## Interlandcarrière
Congo speelde zeventien interlands (drie doelpunten) voor Colombia in de periode 1999-2004. Hij maakte zijn debuut voor de nationale ploeg op 9 februari 1999, net als verdediger Mario Yepes. In het oefenduel tegen Duitsland (3-3) viel hij in de zestigste minuut in voor Henry Zambrano. Congo deed namens Colombia mee aan twee edities van de Copa América: 1999 en 2004.
| Interlanddoelpunten | Interlanddoelpunten | Interlanddoelpunten | Interlanddoelpunten   | Interlanddoelpunten | Interlanddoelpunten | Interlanddoelpunten | Interlanddoelpunten |
| #                   | Datum               | Locatie             | Wedstrijd             | Goal(s)             | Score               | Uitslag             | Wedstrijd           |
| ------------------- | ------------------- | ------------------- | --------------------- | ------------------- | ------------------- | ------------------- | ------------------- |
| 1                   | 22/04/1999          | Luque               | Paraguay – Colombia   | 24'                 | 0 – 1               | 0 – 2               | Oefenduel           |
| 2                   | 04/07/1999          | Luque               | Argentinië – Colombia | 79'                 | 0 – 2               | 0 – 3               | Copa América        |
| 3                   | 12/07/2004          | Trujillo            | Peru – Colombia       | 33'                 | 0 – 1               | 2 – 2               | Copa América        |